# Corancy
Corancy és un municipi francès, situat al departament del Nièvre i a la regió de Borgonya - Franc Comtat. L'any 2007 tenia 351 habitants.

## Demografia

### Població
El 2007 la població de fet de Corancy era de 351 persones. Hi havia 174 famílies, de les quals 64 eren unipersonals (34 homes vivint sols i 30 dones vivint soles), 68 parelles sense fills, 38 parelles amb fills i 4 famílies monoparentals amb fills.
La població ha evolucionat segons el següent gràfic:
Habitants censats

### Habitatges
El 2007 hi havia 376 habitatges, 180 eren l'habitatge principal de la família, 177 eren segones residències i 19 estaven desocupats. 367 eren cases i 7 eren apartaments. Dels 180 habitatges principals, 154 estaven ocupats pels seus propietaris, 19 estaven llogats i ocupats pels llogaters i 6 estaven cedits a títol gratuït; 6 tenien dues cambres, 33 en tenien tres, 46 en tenien quatre i 95 en tenien cinc o més. 149 habitatges disposaven pel capbaix d'una plaça de pàrquing. A 82 habitatges hi havia un automòbil i a 75 n'hi havia dos o més.

### Piràmide de població
La piràmide de població per edats i sexe el 2009 era:
| Homes | Edats   | Dones |
| ----- | ------- | ----- |
| 0     | 95 o +  | 0     |
| 0     | 90 a 94 | 4     |
| 0     | 85 a 89 | 8     |
| 0     | 80 a 84 | 0     |
| 16    | 75 a 79 | 12    |
| 24    | 70 a 74 | 20    |
| 12    | 65 a 69 | 20    |
| 16    | 60 a 64 | 8     |
| 0     | 55 a 59 | 8     |
| 20    | 50 a 54 | 4     |
| 12    | 45 a 49 | 16    |
| 8     | 40 a 44 | 4     |
| 12    | 35 a 39 | 20    |
| 8     | 30 a 34 | 16    |
| 8     | 25 a 29 | 0     |
| 8     | 20 a 24 | 4     |
| 12    | 15 a 19 | 8     |
| 8     | 10 a 14 | 12    |
| 12    | 5 a 9   | 20    |
| 12    | 0 a 4   | 12    |

## Economia
El 2007 la població en edat de treballar era de 195 persones, 135 eren actives i 60 eren inactives. De les 135 persones actives 119 estaven ocupades (63 homes i 56 dones) i 16 estaven aturades (7 homes i 9 dones). De les 60 persones inactives 34 estaven jubilades, 10 estaven estudiant i 16 estaven classificades com a «altres inactius».

### Ingressos
El 2009 a Corancy hi havia 167 unitats fiscals que integraven 337 persones, la mediana anual d'ingressos fiscals per persona era de 16.814 €.

### Activitats econòmiques
Dels 13 establiments que hi havia el 2007, 1 era d'una empresa alimentària, 3 d'empreses de construcció, 1 d'una empresa de transport, 3 d'empreses d'hostatgeria i restauració, 1 d'una empresa immobiliària, 2 d'empreses de serveis i 2 d'empreses classificades com a «altres activitats de serveis».
Dels 6 establiments de servei als particulars que hi havia el 2009, 1 era una oficina de correu, 1 guixaire pintor, 1 lampisteria, 1 perruqueria, 1 agència immobiliària i 1 tintoreria.
L'any 2000 a Corancy hi havia 17 explotacions agrícoles que ocupaven un total de 830 hectàrees.

## Equipaments sanitaris i escolars
El 2009 hi havia una escola elemental integrada dins d'un grup escolar amb les comunes properes formant una escola dispersa.

## Poblacions més properes
El següent diagrama mostra les poblacions més properes.